# サーベイヤー2号
サーベイヤー2号（Surveyor 2）は、月探査を目的としたアメリカ合衆国のサーベイヤー計画で2機目の月着陸船である。
1966年9月20日にケープ・カナベラルからアトラス-セントールロケットで打ち上げられた。中間軌道修正に失敗してコントロールを失い、9月22日9:35 UTCに通信が途切れた。

## 背景
1966年2月3日、ルナ9号が月面に軟着陸した初の宇宙船となり、地球に写真データを伝送した。数ヶ月後の1966年5月30日に、サーベイヤー1号が嵐の大洋に着陸し、1966年6月2日に地球に写真データを伝送した。
サーベイヤー2号は、アポロ計画に向けて月面の地勢の特徴を調査するため、月面の写真を地球に伝送することを目的として月に軟着陸するように設計された2機目の宇宙船である。サーベイヤー2号は周囲の写真を撮影し、伝送する他に、着陸地点の底面の写真も撮影するため、地面を「弾む」ように計画されていた。また、月の表面のレーダー反射率のデータや月面の温度を分析する装置も備えていた。

## 失敗
当初提案されていた着陸地点は、中央の入江だった。アトラス-セントールロケットは目的地から130kmの地点でサーベイヤー2号を分離した。手動による経路修正の途中、1つのバーニアエンジンが点火に失敗し、バランスを失って54時間の間、ひっくり返ったままとなり、ミッション復旧のための努力も無駄に終わった。宇宙船との通信は9月22日9:35 UTCに途切れた。宇宙船は中央の入江を目指していたが、9月23日03:18 UTCにコペルニクス (クレーター)の近くに衝突した。衝突時の重量は292kgであり、速度は時速1500マイルであった。

## その後
ソビエト連邦の次のミッションであるコスモス111号は1966年3月1日に打ち上げられ、やはり失敗した。サーベイヤー3号は1967年4月20日に既知の海に軟着陸し、地球に向かって合計6,315のテレビ映像を送信した。サーベイヤー計画のミッションは全部で7度行われ、2号と4号を除く5度が成功した。現在のサーベイヤー2号の位置や状況は分かっていない。
2020年にパンスターズが発見した2020 SOは、当初地球近傍小惑星とされていたが、その後サーベイヤー2号のアトラス・セントール・固体ロケットブースターであることが判明した（スペースデブリ）。